# Portada/efemèride febrer 4
Carme Junyent
« 3 de febrer · 4 de febrer · 5 de febrer »